# 岩瀬威司
岩瀬 威司（いわせ つよし、1975年7月26日 - ）は、神奈川県川崎市出身の元子役・俳優。

## 来歴
- 4歳の時に『非情のライセンス』（第3シリーズ、テレビ朝日）にてテレビドラマ初出演[1]。1980年代、子役として多数のドラマや映画に出演していた。
- 1983年から1984年にかけ、数度に亘り時代劇シリーズ『大江戸捜査網』にゲスト出演。
- 1985年、東映不思議コメディーシリーズ『勝手に!カミタマン』の根本伸介役で1年間レギュラー出演。
- 1987年には『毎度おさわがせします』、1988年には『教師びんびん物語』に田原俊彦扮する徳川龍之介教師が受け持つクラスの生徒の1人としてレギュラー出演。
- 1989年以降はしばらく寡作な状況が続いたものの、成人後の2000年に俳優として本格的に復帰。
- 2006年4月以降は、特撮やドラマでダンスアドバイザーをしたり、また、エキストラなどで出演しているものとおもわれる。

## 人物
- 出身地は神奈川県。
- 子役時代の1982年時点では劇団日本児童[2]に所属していた。 [2]
- 1982年当時、好きな食べ物はハンバーグ・すき焼き・肉類。[2]
- 1982年当時の家族構成は、本人の他に両親・姉2人。[2]
- テレビドラマ『女かじき特急便』では、元気があって物怖じしないところを買われて星野知子の息子役に抜擢され、これを機に星野と仲良くなった。[2]
- 本人の母親によると、劇団に入れた理由は『本人が何でも恥ずかしがらずに先頭に立ってやることが好きで、姪(=本人から見た従妹)より「威司ちゃんは役者になったらいい」と言われたため』とのこと。[2]

## 出演作品
テレビドラマ
- サンキュー先生（1980年9月8日 - 1981年3月23日, ANB）- ケンジ
- 特捜最前線 第192回「張込み・靴を磨く刑事!」（1981年1月7日, ANB） -
- 太陽戦隊サンバルカン 第2話（1981年2月14日, ANB）- 滝本ひろし
- 気になる天使たち（1981年4月13日 - 7月20日, CX）- 空
- 西部警察 PART.1 第101回「甦れ、ヨタロー!」（1981年10月25日, ANB）
- 雪の華-建礼門院徳子の生涯（1982年1月1日, TBS）- 安徳天皇 / 安徳帝
- ひまわりの歌（1981年11月13日 - 1982年5月28日, TBS）
- われら動物家族（1981年11月17日 - 1982年3月23日, TBS）- 藤堂 愛夫
- 女かじき特急便（1982年4月28日 - 9月22日, NTV）- ショー坊
- はぐれ狼（1982年6月25日, CX）
- 金曜日の妻たちへ 第1シリーズ（1983年2月11日 - 5月13日, TBS）- 中原 翼
- 西部警察PART-II 第38話「決戦・地獄の要塞－名古屋篇－」（1983年3月6日, ANB）
- 外科医 城戸修平（1983年5月10日 - 8月2日, TBS）- 小杉 のぼる
- ザ・サスペンス「スイートホーム殺人事件」（1983年7月2日, TBS）- アーチー
- のんちゃんの木（1983年8月11日, TBS）
- 大江戸捜査網（テレビ東京 / 三船プロ）
  - 第576話「悪徳おんな市場 不倫の罠」（1982年）
  - 第593話「女を狩る通り魔 陶酔の宴」（1983年）- 正太
  - 第617話「二万両が舞う 十蔵花嫁騒動」（1983年） - 彦松
- 新大江戸捜査網（テレビ東京） - 三太
  - 第642話「走れ炎のごとく新隠密軍団」（1984年）
  - 第647話「鬼同心獄中の標的」（1984年5月19日）
  - 第651話「暴走娘五千両の涙」（1984年）
  - 第653話「花と嵐と鉄拳一家」（1984年）
  - 第661話「深川隠れ宿無頼帖」（1984年）
- 中卒・東大一直線 もう高校はいらない!（1984年2月3日 - 3月30日, TBS）- 磯田 大作
- 遠山の金さん 第1シリーズ 第81話「剣客秘話・女だてらに道場破り!」（1984年1月12日, ANB）
- 夏の出逢い（1984年8月26日, TBS）
- 気分は名探偵 第21話「ハードボイルドが愛した女」（1984年2月23日, NTV）- 三村 信一
- まさし君（1985年2月18日, CX）
- 勝手に!カミタマン（1985年4月7日 - 1986年3月30日, CX）- 根本 伸介
- 森村誠一「異常の太陽」（1986年5月31日, ANB）- 砂本 正一
- 時空戦士スピルバン 第17話「迷宮のゲームゾーン」（1986年8月4日, ANB）- 伸夫
- この子だれの子（1986年9月8日, KTV）
- どうぶつ通り夢ランド 第20話「タヌキもびっくり! 女医のお見合い騒動」（1987年2月15日, ANB）
- 泣いてたまるか 第２回『目の上のたんこぶ』（1986年10月28日, TBS）
- 毎度おさわがせします3（1987年1月27日 - 5月26日, TBS）- 早水 守
- 親子ジグザグ（1987年4月10日 - 8月21日, TBS）- 宮下 守
- スタンドバイミー 〜気まぐれ白書〜（1987年8月28日 - 9月25日, TBS）- 隆
- 教師びんびん物語（1988年4月4日 - 6月27日, CX）- 岩瀬 威司
- ボクたちの宝島（1988年9月14日, CX）
- 電脳警察サイバーコップ 第12話「ドラゴンが舞う!ふしぎなXマス」（1988年12月18日, NTV）- 立花 浩一
- こっちこい!UFO（1989年7月11日, TBS） - 西本 幸一
- 行け行けイケメン! 第8話（2000年2月27日, NTV）
- 恋するトップレディ第6話「涙のバレンタイン」（2002年2月12日, KTV）
- 世にも奇妙な物語　春の特別編『おかしなまち』（2002年3月27日, CX）- 弁当屋
- ツーハンマン 第8話「大トロを盗んだ男」（2002年8月30日, ANB）
- リカ（2003年3月1日, ANB）
- 交渉人（2005年3月26日,ANB）
- 女変装捜査官2（2005年5月14日, ANB）
- 火曜サスペンス劇場「櫛」（2005年6月28日, NTV）
- ずっと逢いたかった（2005年9月30日, CX）
- 松本清張 けものみち 第9話「生き残る!女帝最後の賭け」（2006年3月9日, ANB）

映画
- スケバン刑事　風間三姉妹の逆襲（1988年2月11日）- タロ
- 夜の哀しみ（2001年5月26日公開）- 沖 桂太

ビデオ
- 女子高生コンクリート詰め殺人事件 -壊れたセブンティーンたち（1995年）